# Moustapha Salma Ould Sidi Mouloud
Moustapha Salma Ould Sidi Mouloud ou Mustafa Selam Ould Sidi Mouloud est un ancien Inspecteur général de la police du Front Polisario[réf. nécessaire], mouvement qui revendique la souveraineté du Sahara occidental. Il est issu de la tribu des Reguibate. 
Né en 1968 à  Smara, Moustapha Salma Ould Sidi Mouloud a été enlevé à l'âge de 11 ans de sa ville natale à la suite de l'attaque de cette dernière par le Polisario le 6 octobre 1979, abandonnant derrière lui son père blessé et ses deux sœurs tuées.
Moustapha Salma Ould Sidi Mouloud est ensuite déporté[réf. nécessaire] en Algérie aux abords de  Tindouf ou se situe le siège du Polisario ainsi que les camps de sahraouis contrôlés par le mouvement révolutionnaire. 
Au sein des camps, puis en Algérie, Moustapha Salma Ould Sidi Mouloud poursuit un cursus scolaire puis universitaire, obtenant une licence de physique, avant de  sortir officier de l’école de Police d’Alger en 1991 à l’âge de 23 ans.
Moustapha Salma Ould Sidi Mouloud gravit ensuite les échelons de la hiérarchie sécuritaire du Front Polisario, devenant Directeur Central de la sûreté publique et des investigations puis Secrétaire Général et Inspecteur Général de la police[réf. nécessaire].
En 2010, à la suite d'une visite familiale au Maroc où il est entré en présentant un passeport mauritanien, Moustapha Salma Ould Sidi Mouloud annonce lors d'une conférence de presse tenue le 9 août à Smara qu’il veut ouvrir le dialogue avec le Maroc concernant l’initiative d’autonomie proposée par le Royaume Chérifien comme plan de règlement du conflit du Sahara Occidental. 
Moustapha Salma Ould Sidi Mouloud devient ainsi le premier dirigeant en poste au sein du front Polisario à se prononcer en faveur de la solution marocaine, soumise aux Nations unies en avril 2007, et qualifiée de « sérieuse et crédible » par l’organisation internationale.
Lors de cette conférence de presse, Moustapha Salma Ould Sid Mouloud annonce également son intention de retourner aux camps de Tindouf afin de mener campagne auprès du Polisario en faveur du plan marocain.

## Le Polisario menace Moustapha Salma Ould Sidi Mouloud
Le 30 août 2010, Moustapha Salma Ould Sidi Mouloud a entrepris son voyage de retour de Smara -à travers la Mauritaine- aux camps de Tindouf (Algérie) ou résident toujours ses 5 enfants et sa femme. 
Des responsables du Polisario avertissent sa famille qu'il sera emprisonné à son retour à Tindouf.
Depuis sa ville refuge de Zouérate, Mauritanie, il lance plusieurs appels à la communauté internationale pour l'aider à retourner à Tindouf.
L'ambassadeur de la RASD à Alger, M. Brahim Ghali, a traité Moustapha Salma Ould Sidi Mouloud de traître.